# Jim Widmark
Jim Valentin Widmark, född 23 november 1937 i Nordmaling, död 19 februari 2018 i Håknäs, var en svensk lantmätare och generaldirektör. 
Widmark avlade reservofficersexamen 1960, blev civilingenjör vid Kungliga Tekniska högskolan (KTH) i Stockholm 1964 och studerade vid Nordiska institutet för samhällsplanering 1973. Han var lantmätare vid Umeå lantmäteridistrikt 1964–1969, biträdande överlantmätare vid länsstyrelsen i Norrbottens län 1969–1974, föredragande i Bostadsdepartementet 1974–75, administrativ direktör vid Statens lantmäteriverk 1975–1981, teknisk direktör där 1982–1984 samt generaldirektör och chef för Statens lantmäteriverk 1984–1993. 
Widmark var sakkunnig i 1980 års lantmäteriutredning och 1980 års lantmäteritaxeutredning. Bland hans skrifter märks The motorized levelling technique: the Swedish experience (LMV-rapport, 1984) och Program för forskning och utveckling inom området landskapsinformation (LMV-rapport, 1986). 